# Frank Billings Kellogg
Frank Billings Kellogg (Potsdam (New York), 22 december 1856 - Saint Paul (Minnesota), 21 december 1937) was een Amerikaans diplomaat, jurist en politicus die van 1925 tot 1929 als minister van Buitenlandse Zaken diende. Voor zijn verdiensten bij het tot stand komen van het Briand-Kellogg-pact ontving hij de Nobelprijs voor de Vrede van 1929, die echter pas in 1930 werd uitgereikt.

## Leven

### Vroege jaren en opleiding
Frank Billings Kellogg groeide op in Minnesota en genoot een, eerder eenvoudige, schoolopleiding op een lokale school. Naast zijn rechtenstudie aan de Universiteit van Rochester in Rochester (NY) werkte hij als landbouwarbeider. Toen hij nog maar 21 was, deed hij examen en werd als advocaat geïnstalleerd. Hij voerde een praktijk in Saint Paul als advocaat van verschillende industriële ondernemingen en banken. Bekend werd hij door een proces dat hij in opdracht van president Theodore Roosevelt voerde tegen Rockefeller Standard Oil Trust. Hierbij haalde hij zijn recht, via het Hooggerechtshof. In 1912 werd hij voorzitter van de Amerikaanse vereniging van advocaten en steunde hij Roosevelt tijdens zijn verkiezingscampagne.

### Politieke loopbaan
In 1916 werd Kellogg voor de Republikeinse Partij tot senator voor Minnesota gekozen. Hij bleef senator tot 1923, waarbij hij onder meer zijn bedenkingen tegen de oprichting van de Volkenbond formuleerde. Hij wees de oprichting van de statenbond niet af, maar had grote bedenkingen bij de wijze van realisatie ervan. Hij steunde de oorlogsverklaring tegen Duitsland in 1917 door president Wilson.
Vanaf 1923 werkte Kellogg als diplomaat in Zuid-Amerika en het Verenigd Koninkrijk. In 1924 ondersteunde hij de invoering van het Dawes-Plan en loste hij de kwestie van de bezetting van het Ruhrgebied door Frankrijk op. In 1925 werd hij Minister van Buitenlandse Zaken onder president Calvin Coolidge, een ambt dat hij tot 1929 bekleedde. In deze positie probeerde hij de betrekkingen met Mexico te verbeteren en voerde met China een geen-bemoeienis-politiek.

### Het Briand-Kellogg-pact
In 1927 sloten de Franse minister van Buitenlandse Zaken Aristide Briand en Kellogg een Amerikaans-Frans verdrag tot verachting van de oorlog als middel van de internationale politiek. Dit Briand-Kellogg-pact werd in aangepaste vorm op 27 augustus 1928 door 15 staten ondertekend en aangenomen. Kellogg bracht in dit kader de internationale bewapening ter sprake. Met de ondertekening van het verdrag verplichtten de staten zich om oorlog als politiek middel af te wijzen en in geval van conflicten tot een vreedzame oplossing te komen. Tot 1929 sloten zich 63 staten bij het verdrag aan en werd het de grondslag voor het internationale volkenrecht, welke later bij de oprichting van de Verenigde Naties in de oprichtingsverklaring werd opgenomen. De praktische invulling van het verdrag liet echter te wensen over. Zo kon de bezetting van Mantsjoerije in 1931 door Japan, de bezetting van Ethiopië in 1935 door Italië en ook de Tweede Wereldoorlog niet worden voorkomen. In het pact werd noch een definitie van aanvalsoorlog, noch een sanctie tegen betrokken staten genoemd.
Van 1930 tot 1935 was Kellogg lid van het Permanent Hof van Internationale Justitie in 's-Gravenhage. Hij stierf in 1937 in Saint Paul op de leeftijd van 80 jaar.